# Illuyanka

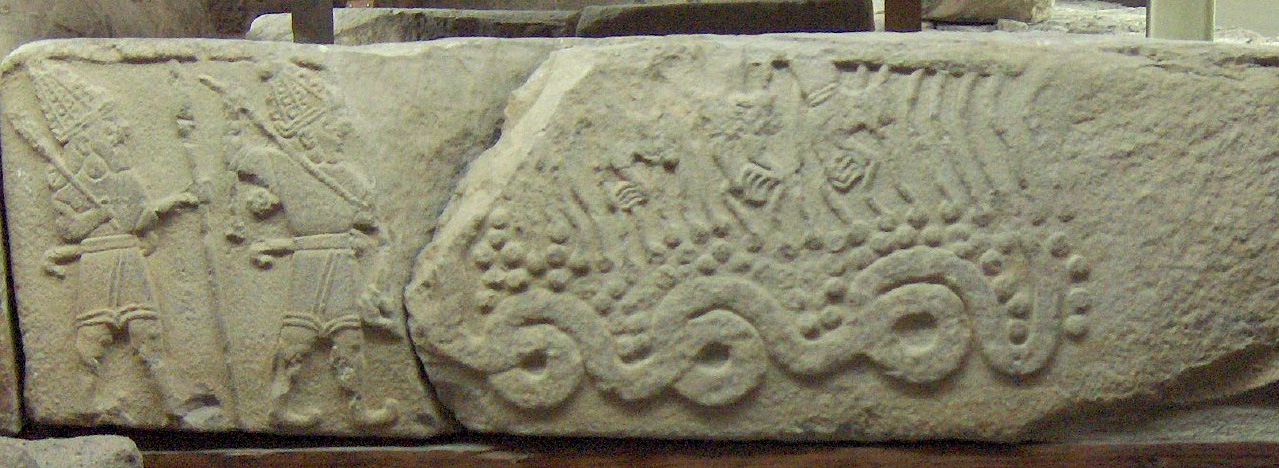
Der Wettergott tötet den Drachen Illuyanka. Kalkstein-Relief, 1050–850 v. Chr.

Illuyanka ist ein Schlangendämon der hethitischen Mythologie. Der Priester Kella beschreibt zwei verschiedene Versionen des Mythos, der eng mit dem purulliya-Neujahrsfest verbunden ist. Ursprünglich dürfte es sich um einen hattischen Mythos gehandelt haben. Im Catalogue des Textes Hittites trägt der Illuyanka-Mythos die Nr. 321.

## Die hethitischen Mythen
Der Wettergott, im hethitischen Pantheon der höchste Gott, muss in beiden Mythen einen Kampf gegen die im Meer und den Höhlen den Landes hausende Schlange Illuyanka bestehen.
In der älteren Fassung begibt sich der Wettergott (heth. Tarḫunna, hattisch Taru) nach seiner Niederlage in Kiškilušša zu den anderen Göttern und klagt sein Leid. Seine Tochter, die Landesgöttin Inar, holt sich daraufhin die Hilfe des Menschen Ḫupašiya von Ziggaratta und lädt Illuyanka und seine Kinder zu einem Fest ein. Diese betrinken sich und werden von Ḫupašiya gefangen genommen. Sie werden dem Wettergott ausgeliefert, der sie daraufhin tötet. Inara nimmt sich Ḫupašiya zum Geliebten und hält ihn in ihrem Haus auf einem Felsen von Tarukka fest. Als er aber gegen ihr Verbot verstößt, aus dem Fenster zu blicken, sieht er seine Familie und bekommt Heimweh. Daraufhin tötet ihn die Göttin.
In der jüngeren Fassung nimmt Illuyanka nach seinem Sieg die Augen und das Herz des Wettergottes an sich. Der Wettergott bereitet seine Rache lange vor. Er zeugt mit der „Tochter eines armen Mannes“ einen Sohn, der wiederum die Tochter von Illuyanka heiratet. Als Hochzeitsgabe erhält er die geforderten Organe seines Vaters, der damit wieder zu alter Kraft und Gestalt gelangt. Daraufhin tötet der Wettergott sowohl Illuyanka als auch – auf dessen Bitte hin – seinen Sohn, da er durch seine Hochzeit Teil der Familie von Illuyanka geworden ist.
Beide Male wird der Wettergott zunächst von Illuyanka besiegt, um dann in einem zweiten Kampf mit Hilfe anderer den Schlangendämon überwinden und töten zu können. Viele interpretieren dies als einen Jahreszeitenmythos.

## Etymologie
Das Wort ist wahrscheinlich aus zwei Wörtern für „Schlange“ zusammengesetzt: *illu- und *anka-. Aus den gleichen Wörtern wäre in umgekehrter Folge dann das lateinische angu-illa und das griechische égch-elys für 'Aal' kombiniert. Der Teil *illu- wäre urverwandt mit unserem Wort „Aal“, während *anka- sich im Sanskrit wieder findet.